# Тіна Казинс
Тіна Казинс (англ. Tina Cousins, нар. 20 квітня 1971 або 1974, Лі-он-Сі) — британська співачка, авторка пісень, колишня фотомодель. П'ять її пісень, виконаних як сольно, так і спільно з іншими співаками, потрапляли в британський Топ-20 — в тому числі пісня Mysterious Times, виконана спільно з Sash!, яка посіла в ньому 1998 року другу сходинку. Вона також мала популярність в інших країнах: її пісні чотири рази потрапляли в Top-30 Швеції, шість разів в Top-30 Австралії та сім — в Top-20 Фінляндії. Її найвідоміші сингли — Pray (1998), Killin' Time (1999), Forever (1999), Just Around the Hill (записана спільно з Sash!) (2000) та Wonderful Life (2005).

## Кар'єра

### 1998—2000
Тіна Казинс отримала популярність у 1998 році під час співпраці з німецьким танцювальним гуртом Sash!. До запису Mysterious Times вона випустила Killin' Time та Angel, записані у березні та липні 1997 року відповідно.
Після успіху з Mysterious Times пісні Казинс ще двічі потрапляли в британський Топ-20: ними стали Pray, що вийшла в листопаді 1998 року і мала великий успіх у США, а також ремікс Killin' Time 1999 року. Сингли, які вийшли пізніше — Forever та ремікс Angel потрапили у Top-50 Великої Британії. Композиція Forever стала вельми популярною в Австралії, де за підсумками продажів була сертифікована як золотий сингл. Pray також мала в Австралії великий успіх, потрапивши у Топ-10 і ставши другим золотим синглом співачки в ARIA charts, протримавшись там понад чотири місяці.
Під час промо-туру Австралією Казинс перезаписала композицію Nothing to Fear та випустила її ремікс з допомогою Groove Peddlers. Ця пісня стала її третім австралійським синглом, відео до неї також було знято в цій країні.
Спільно з Біллі Пайпер, гуртами Cleopatra, B*Witched та Steps Казинс брала участь у записі пісні Thank ABBA for the Music, попурі з хітів групи Abba. Після виходу в світ сингл потрапив у Top-10 Великої Британії, Ірландії, Швеції, Австралії та Нової Зеландії. 2000 року вона знову співпрацювала з Sach!: пісня Just Around the Hill, яка записана спільно з ними потрапила в британський Top-10.

### 2005—2008
У 2005 році Казинс випустила свій перший за п'ять років сингл — Wonderful Life, це кавер-версія пісні гурту Black, і спочатку він вийшов в Австралії. 2007 року Wonderful Life була придбана дистриб'юторською групою Hoyts як музичну тему/заставку для своїх релізів. Wonderful Life сягала 15-ї сходинки в австралійському чарті Top-50, загалом протримавшись у ньому близько чотирьох місяців і ставши головним радіохітом співачки.
Наступним записаним Казинс синглом стала композиція Come to Me. Як і попередня пісня, він був включений в другий альбом співачки Mastermind, що потрапив у британський і австралійський Top-50. Третій сингл з цього альбому, Pretty Young Thing, двічі виходив на CD, тираж одного з видань обмежувався 1000 примірників. Цей сингл потрапив в австралійський Top-30.

### 2009 — теперішній час
7 березня 2009 року Казинс на своєму сайті оголосила про запис музики разом з кліпом для нової пісні — «Can not Hold Back». Цей сингл, записаний спільно з Bellatrax, вийшов у США і Великій Британії на лейблі Michael Indies Eye Industries в кінці літа 2009 року. У квітні 2009 року Казинс також оголосила про записи кавер-версії пісні Sex on Fire, що первісно виконувалв гурт King of Leon. Пісня вийшла на Topham & Twigg і з 2 вересня стала доступною у iTunes UK. У вересні 2010 року співачка підписала контракт з Sony Music International, а восени 2010 року відбувся світовий реліз синглу Sex on Fire, який швидко став популярним. Кліп до цієї пісні з'явився на сервісі Youtube в жовтні 2010 року і отримав популярність переважно через відверті сцени. В блозі попмузика Popjustice він був оцінений як «ще одну вправа в жахливому та дивному».
Після 2010 року Тіна Казинс випустила сингли Everlong, Love Comes Back, Diamonds і When Tomorrow Comes.
У 2014 році вона також записала і випустила нову композицію Screams спільно з виконавцями Kalsi та Applejack. 2015 року побачила світ чергова композиція Bullet In The Gun — вона записана спільно з Probaker'ом і Kalsi, це ремейк танцювального хіта кінця 1990-х років, що виконували Planet Perfecto.
Казинс наразі регулярно виступає в Австралії та Великій Британії.